# Wolfgang Edlinger
Wolfgang Edlinger (* 1. April 1889 in St. Lambrecht, Steiermark; † 15. August 1943 in Graz) war ein österreichischer Politiker der Christlichsozialen Partei (CSP).

## Ausbildung und Beruf
Nach dem Besuch einer dreiklassigen Volksschule besuchte er eine Landwirtschaftsschule und wurde landwirtschaftlicher Arbeiter. Später wurde er Zivilkommissär im Bundesministerium für Heereswesen und Prüfungskommissär für Sachdemobilisierung.

## Politische Mandate
- 4. März 1919 bis 9. November 1920: Mitglied der Konstituierenden Nationalversammlung, CSP
- 10. November 1920 bis 20. November 1923: Mitglied des Nationalrates (I. Gesetzgebungsperiode), CSP